# Mesostruma
Mesostruma es un género de hormigas perteneciente a la familia Formicidae, categorizado en la tribu Attini. Fue descrito por Brown en 1948.

## Especies
- Mesostruma bella Shattuck, 2000
- Mesostruma browni Taylor, 1962
- Mesostruma eccentrica Taylor, 1973
- Mesostruma exolympica Taylor, 1973
- Mesostruma inornata Shattuck, 2000
- Mesostruma laevigata Brown, 1952
- Mesostruma loweryi Taylor, 1973
- Mesostruma spinosa Shattuck, 2007
- Mesostruma turneri (Forel, 1895)